# Nizar Rayan
Nizar Rayan (ou Rayyan) (Jabaliyah, 6 de março de 1959 – Gaza, 1 de janeiro de 2009) foi um comandante militar do grupo radical islâmico Hamas, morto nos bombardeios da Faixa de Gaza de dezembro de 2008. Era crítico da Autoridade Palestina do presidente Mahmud Abbas e Israel. Foi morto em sua casa, no norte da Faixa de Gaza, pela Força Aérea de Israel, numa operação de assassinato seletivo. No mesmo atentado, morreram também duas das suas quatro mulheres e sete dos seus filhos.

## História
Rayan nasceu em Jabaliya, na Faixa de Gaza. Fez doutorado em estudos islâmicos e foi professor de lei islâmica na Universidade Islâmica da Faixa de Gaza.
Conhecido como orador, vestia-se com farda e cinto de munição para vigiar as ruas. É acusado de ser o mentor de muitos ataques suicidas. Seu próprio filho participou de uma missão suicida, que resultou na morte de dois israelenses, em Elei Sinai. Em 2004 chegou a ser considerado o mais alto clérigo - após a morte do xeque Ahmed Yassin, alvo de  um outro assassinato seletivo realizado pelas forças israelenses.